# The Dog Doctor (film 1921)
The Dog Doctor è un cortometraggio muto del 1921 diretto da Fred Hibbard (come Fred C. Fishback).

## Produzione
Il film fu prodotto dalla Century Film.

## Distribuzione
Distribuito dall'Universal Film Manufacturing Company, il film - un cortometraggio in due bobine - uscì nelle sale cinematografiche USA il 2 marzo 1921.